# 瑟于特
瑟于特（土耳其語：Söğüt）是土耳其比莱吉克省的一个镇，也是鄂圖曼帝國前身安纳托利亚侯国中鄂圖曼侯國的首都，是鄂圖曼帝國的發祥地。